# Strobilaspis picta
Strobilaspis picta är en tvåvingeart som beskrevs av James 1980. Strobilaspis picta ingår i släktet Strobilaspis och familjen vapenflugor.
Artens utbredningsområde är Peru. Inga underarter finns listade i Catalogue of Life.